# Liptena tiassale
Liptena tiassale är en fjärilsart som beskrevs av Henry Stempffer 1969. Liptena tiassale ingår i släktet Liptena och familjen juvelvingar. IUCN kategoriserar arten globalt som sårbar. Inga underarter finns listade i Catalogue of Life.